# Ramiro Lapiedra
Ramiro Lapiedra Gutiérrez (Alacant, 29 gener de 1972) és un productor i director de cinema pornogràfic espanyol en col·laboració amb el seu germà Pablo Lapiedra, també és escriptor.

## Biografia
Ramiro Lapiedra Gutiérrez va néixer el 29 gener de 1972 en Alacant. Va començar a estudiar la carrera de Dret, mentre treballava com a porter i guarda de seguretat en discoteques i clubs de carretera.
Es va aficionar rodar als curts cinematogràfics abans de passar a les pel·lícules pornogràfiques al costat del seu germà Pablo. Els germans es van fer famosos no només per les seves pel·lícules, sinó per les intenses campanyes per promocionar les seves actrius en revistes i televisió. Tots dos van arribar a fundar la companyia Lapiedra Factory. Però en 2006 van trencar la relació comercial.
Ha introduït en el porno a diverses de les seves relacions sentimentals com són: Cecilia Gessa, Miriam Sánchez (Lucía Lapiedra), Maria Pascual (Maria Lapiedra), amb qui a més va contreure matrimoni i de qui n'està divorciat, i Samantha Sánchez (Apolonia Lapiedra). També va introduir a la núvia i més tard esposa del seu germà, Zuleidy Piedrahita Vergara (Lupe Fuentes).